# 法性寺村
法性寺村（ほうしょうじむら）は、滋賀県坂田郡にあった村。現在の米原市の西部、北陸本線・坂田駅の周辺、琵琶湖沿岸、天野川の河口右岸にあたる。

## 地理
- 湖沼：琵琶湖
- 河川：天野川、琵琶田川、土川

## 歴史
- 1889年（明治22年）4月1日 - 町村制の施行により、世継村・飯村・宇賀野村・長沢村・加田村・加田今村の区域をもって発足。
- 1897年（明治30年）3月1日 - 大字加田・加田今が分立して神田村が発足。
- 1942年（昭和17年）4月1日 - 日撫村と合併して坂田村が発足。同日法性寺村廃止。

## 交通

### 鉄道路線
- 鉄道省
  - 北陸本線
    - 法性寺駅（現・坂田駅。本村廃止時点では休止中）

### 道路
- 北国街道（現・国道8号）